# London Buses
London Buses és una filial de Transport for London (TfL), que gestiona els serveis d'atobusos a Gran Londres, Regne Unit. La majoria dels serveis són proveïts per companyies privades i els autobusos estan obligats a portar el color vermell, típic dels autobusos londinencs, i a ajustar-se a les tarifes de TfL.

## Descripció general

### Operacions
El servei d'autobús està operat per una sèrie de companyies que treballen sota contracte amb London Buses. Encara que la majoria d'empreses són privades, una companyia, East Thames Buses, és propietat de TfL.